# Бом-де-Вениз (кантон)
Бом-де-Вениз (фр. Beaumes-de-Venise) — кантон во Франции, находится в регионе Прованс — Альпы — Лазурный Берег. Департамент кантона — Воклюз. Входит в состав округа Карпантрас. Население кантона на 2006 год составляло 5388 человек.				
Код INSEE кантона — 84 04. Всего в кантон Бом-де-Вениз входят 7 коммун, из них главной коммуной является Боме-де-Вениз.

## Коммуны кантона
| Коммуна       | Население | Почтовый индекс | Код INSEE |
| ------------- | --------- | --------------- | --------- |
| Бом-де-Вениз  | 2051      | 84190           | 84012     |
| Жигонда       | 648       | 84190           | 84049     |
| Лафар         | 97        | 84190           | 84059     |
| Ла-Рок-Альрик | 54        | 84190           | 84100     |
| Сабле         | 1282      | 84110           | 84104     |
| Сюзетт        | 129       | 84190           | 84130     |
| Вакейра       | 1061      | 84190           | 84136     |